# Kiến trúc cổ điển
| Lịch sử kiến trúc phương Tây |
| Kiến trúc thời kì đồ đá      |
| Kiến trúc Ai Cập cổ đại      |
| Kiến trúc Lưỡng Hà           |
| Kiến trúc cổ điển            |
| Kiến trúc Hy Lạp cổ đại      |
| Kiến trúc La Mã cổ đại       |
| Kiến trúc thời Trung Cổ      |
| Kiến trúc Byzantine          |
| Kiến trúc Romanesque         |
| Kiến trúc Gothic             |
| Kiến trúc Phục Hưng          |
| Kiến trúc Baroque            |
| Kiến trúc Rococo             |
| Kiến trúc Tân cổ điển        |
| Kiến trúc hiện đại           |
| Kiến trúc hậu hiện đại       |
|                              |
| Các mục từ                   |

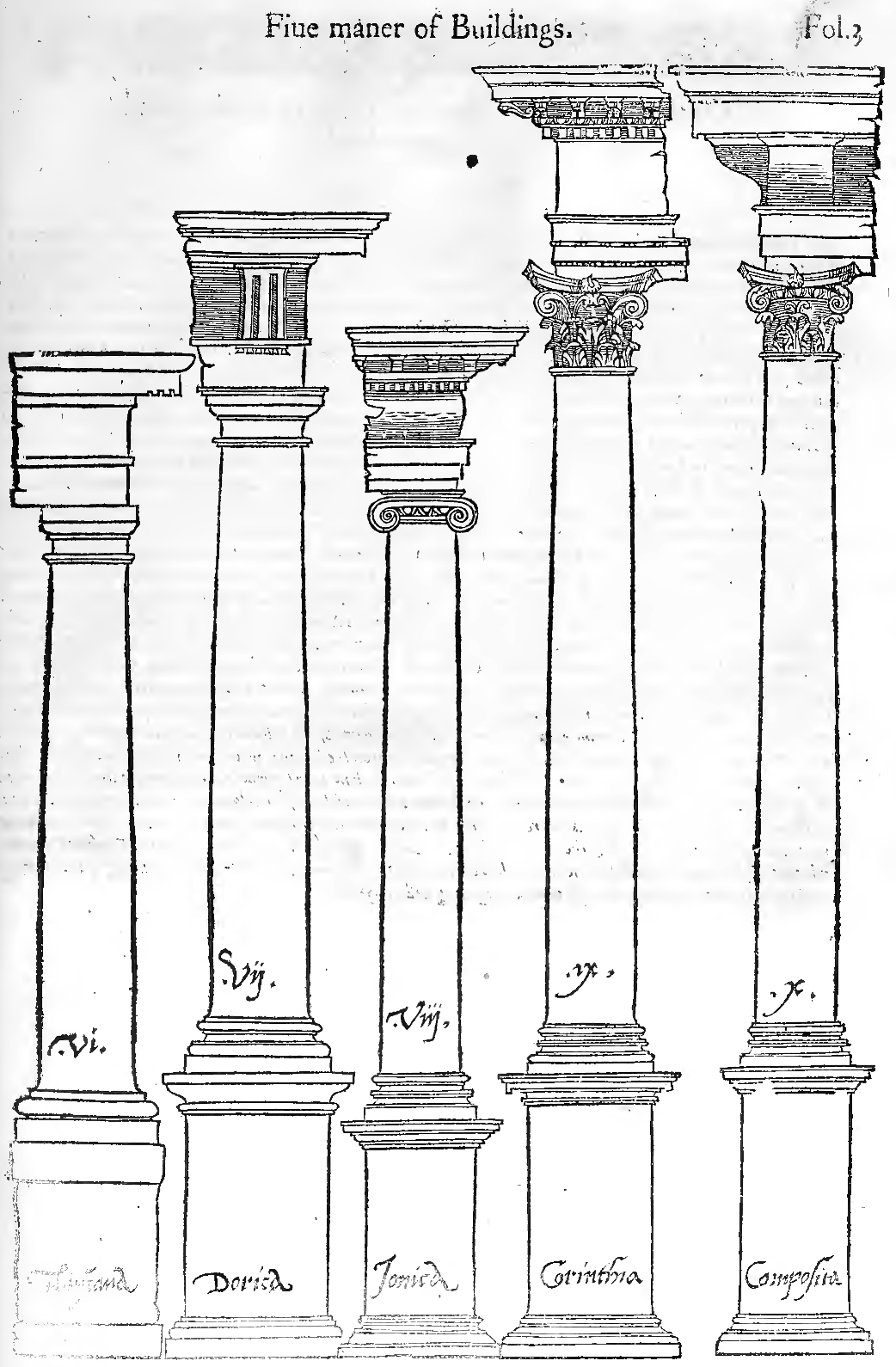
Kinh điển của Sebastiano Serlio về các trật tự cổ điển, một ví dụ điển hình của lý thuyết kiến trúc cổ điển.

Kiến trúc cổ điển hay kiến trúc Tây phương cổ điển, cũng đồng nghĩa với kiến trúc châu Âu cổ điển là phong cách kiến trúc Âu châu có ý tưởng bắt nguồn từ những nguyên lý nghệ thuật thẩm mỹ của kiến trúc La Mã và Hy Lạp, hoặc đôi khi được miêu tả một cách cụ thể hơn là trong các tác phẩm của kiến trúc sư La Mã, Vitruvius. Các phong cách kiến trúc cổ điển khác nhau đã tồn tại từ thời Phục hưng Carolingian, và nổi bật nhất trong thời Phục hưng của Ý. Mặc dù các phong cách kiến trúc cổ điển có thể khác nhau rất nhiều nhưng nhìn chung chúng có thể được cho là dựa trên một "từ vựng" chung về các yếu tố trang trí và xây dựng. Trong phần lớn thế giới phương Tây, các phong cách kiến trúc cổ điển khác nhau đã thống trị lịch sử kiến trúc từ thời Phục hưng cho đến Chiến tranh thế giới thứ hai, mặc dù nó vẫn tiếp tục được phát triển bởi nhiều kiến trúc sư cho đến ngày nay.
Thuật ngữ "kiến trúc cổ đại" hay cổ xưa cũng áp dụng cho bất kỳ kiểu kiến trúc nào đã phát triển đến một trạng thái tinh tế cao, như kiến trúc cổ điển của Trung Quốc, hoặc kiến trúc của người Maya cổ đại. Nó cũng có thể đề cập đến bất kỳ kiến trúc nào bao gồm cả hiện đại sử dụng triết lý thẩm mỹ theo phong cách cổ điển.
Đối với các tòa nhà hiện đại xây dựng theo nguyên tắc cổ điển đích thực, thuật ngữ "Kiến trúc cổ điển mới", "Tân cổ điển" hay "Kiến trúc cổ điển hiện đại" đôi khi được sử dụng.

### Phát triển

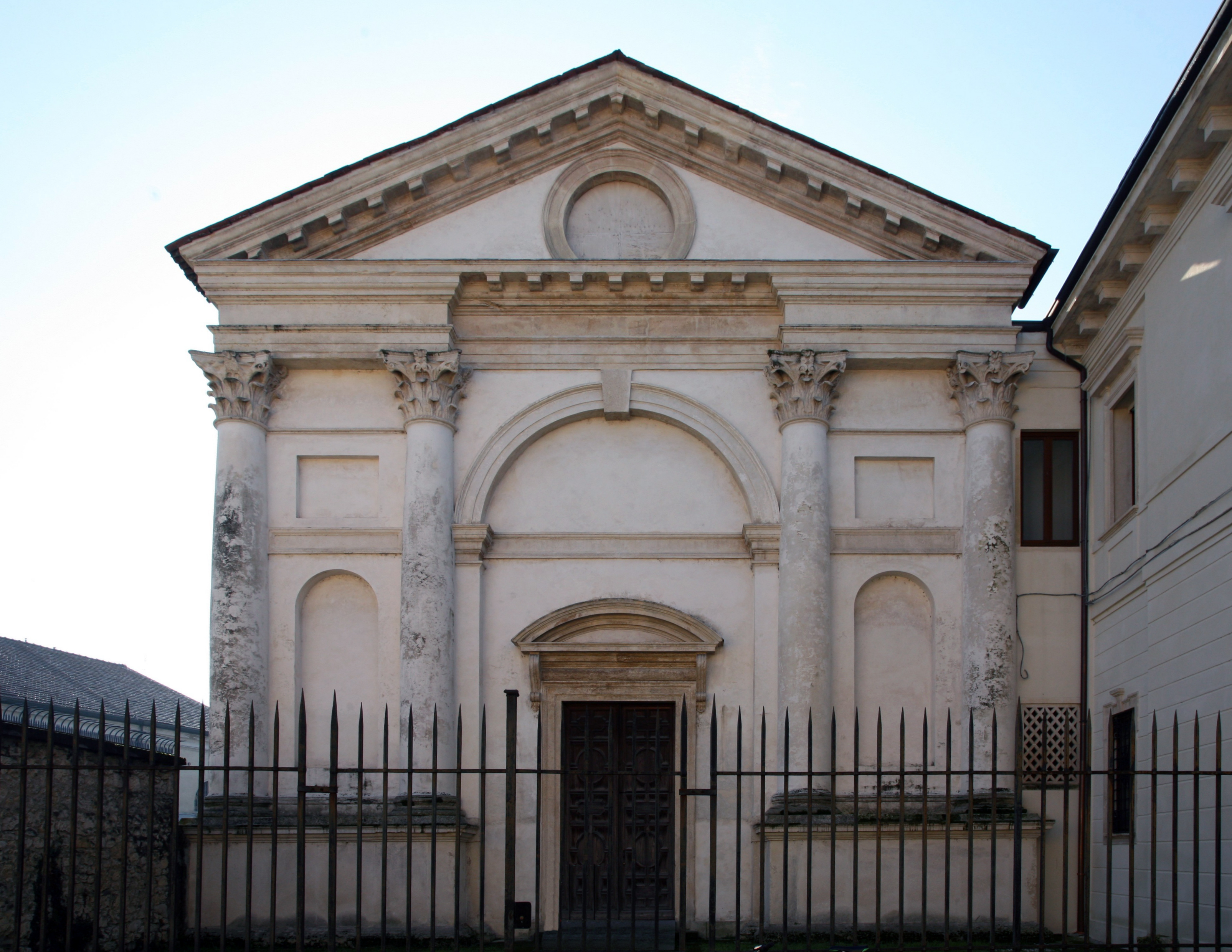
Mặt tiền nhà thờ mang đậm phong cách kiến trúc cổ điển của Santa Maria Nova, Vicenza (1578 – 90) được thiết kế bởi kiến trúc sư thời Phục hưng có ảnh hưởng Andrea Palladio.

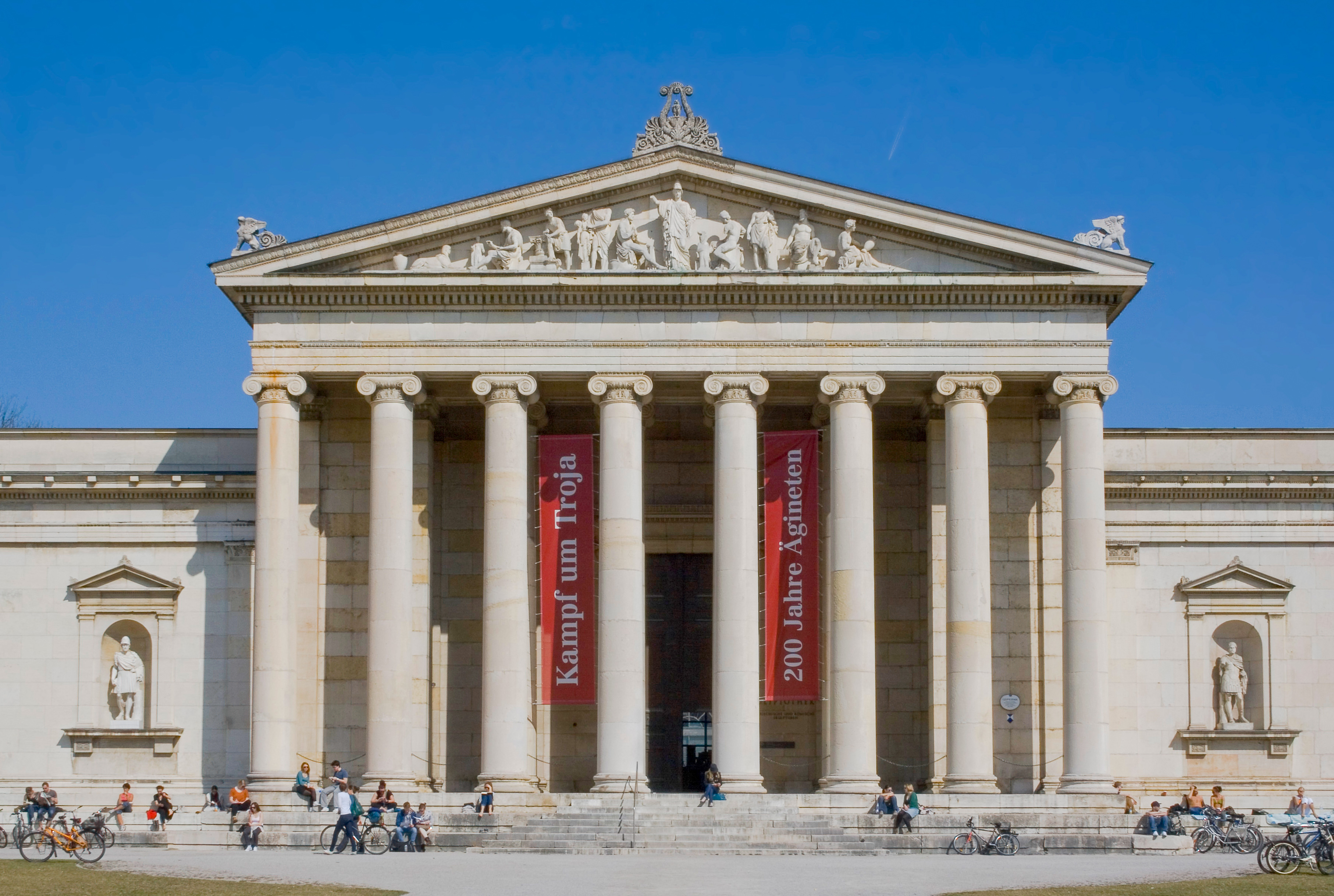
Glyptothek ở Munich, được thiết kế bởi Leo von Klenze và xây dựng 1816 – 30, một ví dụ về kiến trúc tân cổ điển.

## Lịch sử